# Vorvaňovec Arnouxův
Vorvaňovec Arnouxův (Berardius arnuxii) je poměrně velký vorvaňovcovitý kytovec z rodu Berardius, který má cirkumpolární rozšíření v chladných vodách jižní polokoule. Vzhledem k těžko dostupnému habitatu druhu toho o něm není příliš známo. 

## Systematika
Druh popsal francouzský zoolog Georges Louis Duvernoy v roce 1851 na základě lebky z novozélandské Akaroy. Druhové jméno arnuxii připomíná nálezce lebky, lodního chirurga francouzské korvety Le Rhin (1842–1846) jménem Maurice Arnoux. Jedné se o jednoho ze tří zástupců rodu Berardius, přičemž třetí druh byl popsán teprve v roce 2019. Druhý „tradiční“ zástupce rodu je Berardius je vorvaňovec velký (Berardius bairdii) a mezi vědci se už dlouhou dobu vede debata, zda vorvaňovec Anouxův a velký skutečně představují dva oddělené druhy, protože morfologicky jsou oba druhy takřka totožné. Hlavní rozdíl mezi nimi je areál výskytu (vorvaňovec Arnouxův na jižní polokouli, vorvaňovec velký na severní) a délka těla (vorvaňovec Arnouxův je v průměru asi o metr kratší). Validitu obou druhů potvrdila studie mitochondriální DNA.

## Rozšíření a populace
Vorvaňovec Arnouxův obývá chladné vody jižní polokoule od Antarktidy po zhruba 34° j. š., nicméně občas může doplouvat i do teplejších vod až ke 24° j. š. (jih Brazílie). Alespoň podle počtu reportovaných záznamů pozorování se jedná o poměrně vzácného tvora, který bývá nejčastěji pozorován v Tasmanově moři, v jižním Pacifiku, v novozélandském Doubtful Sound a kolem antarktických břehů. Ke zcela nejčastějším uvíznutím těchto kytovců dochází na Novém Zélandu.
Celková populace druhu je neznámá a dosavadní odhady se pohybují v desítkách nebo stovkách tiscích.

## Popis

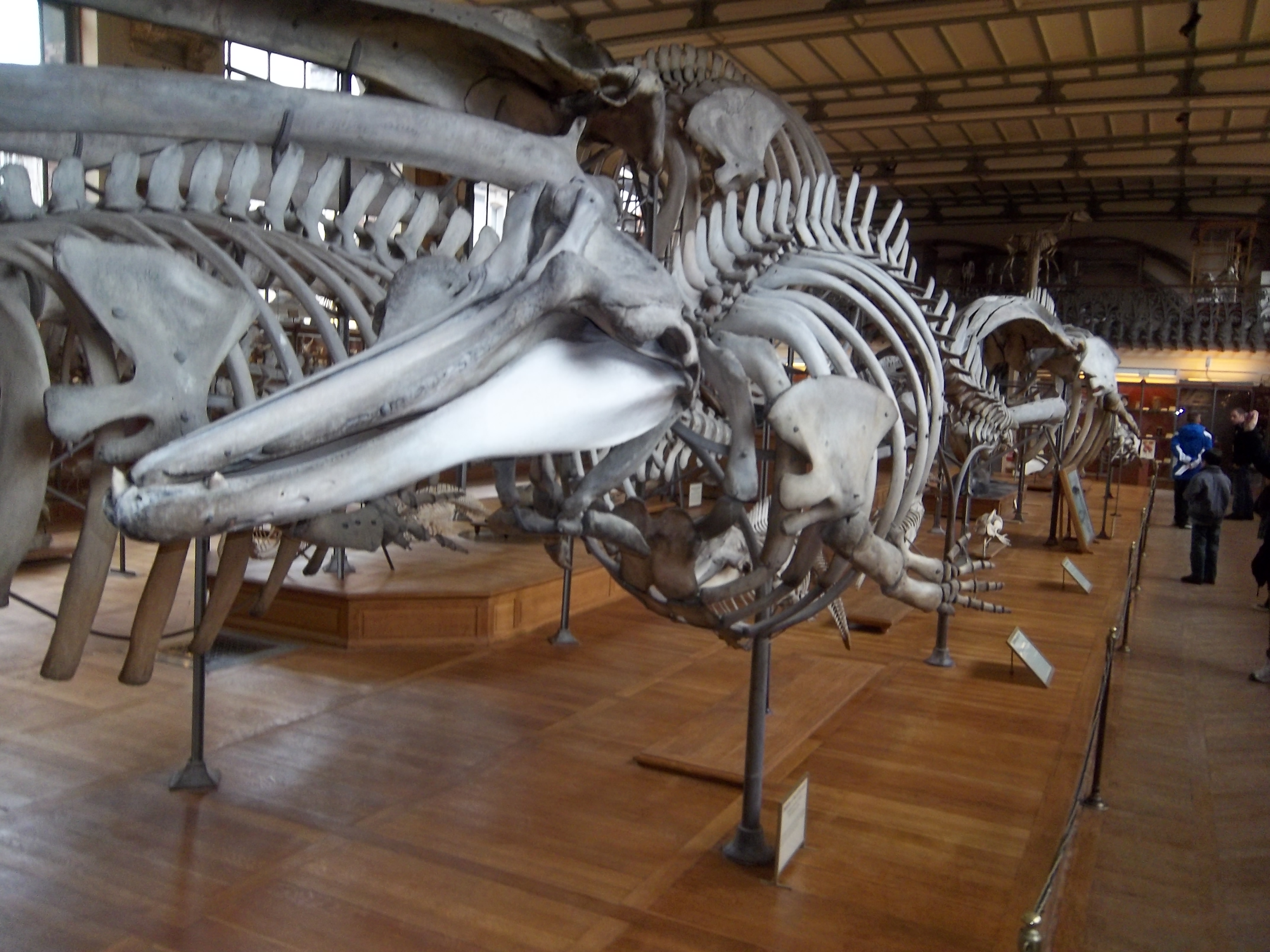
Kostra vorvaňovce Arnouxova

Úzké dlouhé tělo je tmavě hnědé až šedé. Břišní strana je o něco světlejší a bývá poseta nepočetnými skvrnami nepravidelné velikosti, které se v menší míře objevují i na hřbetní straně. Hlava je malá, vpředu se nachází dlouhý úzký trubkovitý rypec. Na krku na vnější straně mezi čelistmi se nachází pár hrdelních rýh, které slouží k rychlému rozšíření ústní dutiny při sukci kořisti. Výdechová fontána má tvar půlměsice, přičemž konkávní strana směřuje dopředu. Meloun je poměrně malý, jeho přední strana napojující se na rypec je téměř vertikální. Má pouze jeden pár zubů, které se nachází v přední části dolní čelisti. Kondylobazální délka lebky je 1174–1420 mm. Hlavně samci mívají hřbetní část těla posetou jizvami patrně způsobenými zuby jiných vorvaňovců Arnouxových. Délka těla dosahuje 8,5–9,75 m.
V přední části těla se nachází pár hrudních ploutví, které zapadají do kapsovitých prohlubní na těle. Hřbetní ploutev je posazena zhruba ve dvou třetinách délky těla. Tato ploutev je poměrně malá, její špička zakulacená. Ocasní ploutev je jednoduchá, takřka bez vykrojení.

## Biologie
O biologii vorvaňovce Arnouxového toho není příliš mnoho známo z důvodu velmi obtížné přístupnosti areálu výskytu druhu spolu s tím, že velkou část času tráví pod vodou. Žije v menších skupinkách o 6–10 jedincích, občas se objevuje i ve větších skupinách zahrnujících až 80 vorvaňovců Arnouxových. Jedná se o výborného potápěče, typicky se potápí na dobu kolem 25 minut, avšak pod vodou může zůstat i nejméně 70 minut a během ponoru dokáže urazit i několik kilometrů horizontální vzdálenosti. K predátorům druhu patří kosatka dravá. Živí se krakaticemi.

## Ohrožení a ochrana
I přes neznámý populační trend je vorvaňovec Arnouxův hodnocen jako málo dotčený druh. Ke známým hrozbám patří interakce s komerčními rybářskými loděmi, hlavně velkoformátovými tažnými sítěmi. Pozření plastů nebo zvukové znečištění patrně také tohoto kytovce negativně ovlivňuje. Co se týče lovu, vorvaňovci Arnouxovi nikdy nebyli komerčně loveni.